# Siti SchUM di Spira, Worms e Magonza
Siti SchUM di Spira, Worms e Magonza è un sito patrimonio dell'umanità dell'UNESCO della Germania dal 2021. Riguarda il passato ebraico delle città di Spira, Worms e Magonza.
SchUM, con Magonza come comunità madre, divenne una federazione speciale che ha sottolineato la sua posizione di rilievo nell'ebraismo Ashkenazi. La rete ha influenzato l'architettura delle sinagoghe e dei mikvah, ha profondamente modellato la cultura, le correnti religiose e la giurisprudenza alachica della diaspora ebraica dell'Europa centrale e orientale. Sinagoghe, cimiteri ebraici e bagni rituali, insieme alla tradizione religiosa, testimoniano l'immensa importanza delle città SchUM fino ad oggi. La reputazione delle comunità nel mondo ebraico è rimasta intatta fin dal Medioevo.
L'importanza e la sublimità delle comunità medievali SchUM si riflette negli edifici archeologicamente ricostruiti, nonché nelle tradizioni e pratiche religiose che sono sopravvissute fino ad oggi.

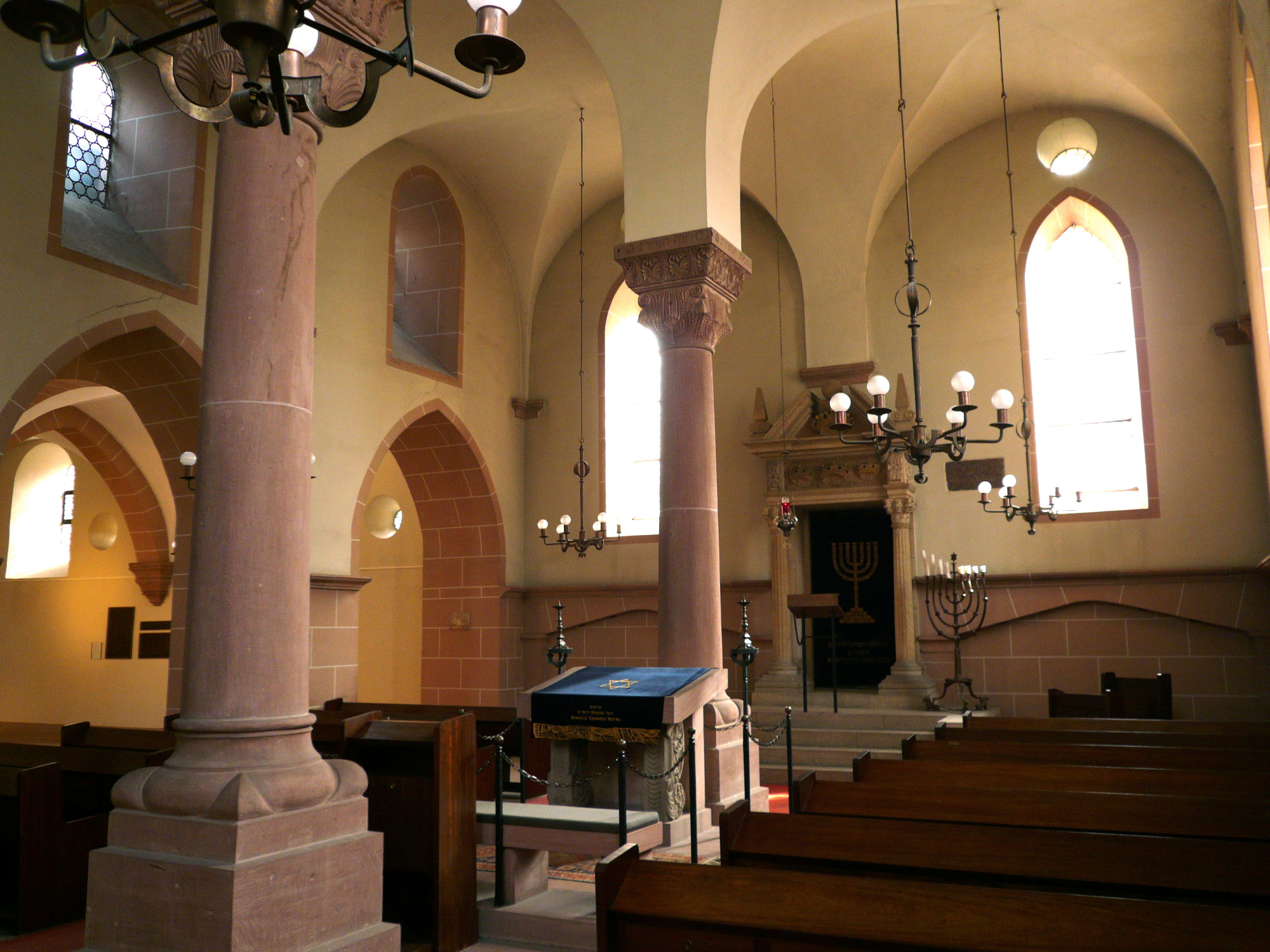
Sinagoga di Worms, interno, intorno al 2016, parte del patrimonio mondiale dell'UNESCO

L'eredità ebraica in queste città sul Reno è unica, conosciuta in tutto il mondo e parte integrante dell'ebraismo ashkenazita. Dal 27 luglio 2021 è iscritta nel patrimonio dell'umanità dell'UNESCO. La richiesta di inserimento teneva conto anche del patrimonio intellettuale, ma questo non è stato determinante per l'iscrizione.
Strutturalmente, questo sito del patrimonio UNESCO a Spira comprende il centro comunitario Judenhof con mikvah, sinagoga, scuola femminile, cortile della sinagoga e yeshivah; a Worms il quartiere della sinagoga del centro comunitario dell'ensemble, con sinagoga, scuola femminile, sala del consiglio ebraico con vestibolo della scuola femminile, " Rashi-Yeshivah", cortile della sinagoga, mikvah e le fondamenta medievali dell'ex sala della comunità (oggi Casa Rashi con museo ebraico, archivio cittadino e conservazione delle strutture medievali, quali le fondamenta e la cantina), nonché il vecchio cimitero ebraico Heiliger Sand. A Magonza è il vecchio cimitero ebraico auf dem Judensand con l'unico cimitero commemorativo.
Per dare a questi luoghi un riconoscimento mondiale, lo stato della Renania-Palatinato è stato coinvolto, dal 2004, insieme alle tre città e alle comunità ebraiche di Magonza e Spira, nonché all'associazione regionale delle comunità ebraiche della Renania-Palatinato e alle città SchUM.

## Significato del termine
La parola SchUM è un acronimo costituito dalle prime lettere ebraiche dei nomi medievali delle tre città, riconducibile a:
- Schin (Sch ש) per Schpira (Spira)
- Waw (U ו) per Warmaisa (Worms)
- Mem (M מ) per Magenza (Magonza)

## Storia

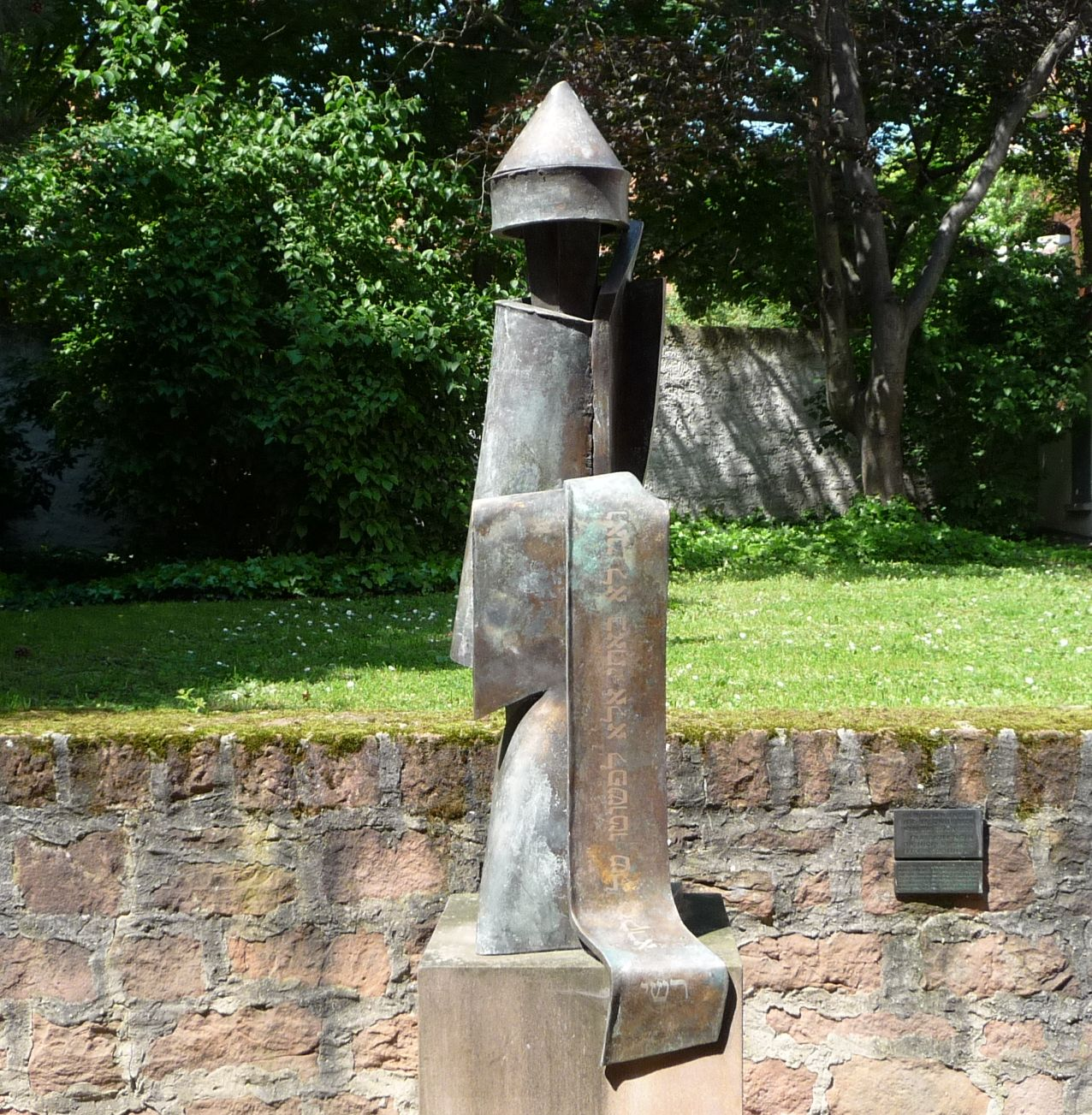
Statua di Rashi per la sinagoga

### Medioevo

#### Emergenza
Dal X secolo si formarono comunità ebraiche sul Reno. A Magonza a metà del X secolo, a Worms intorno al 1000 e a Spira al più tardi nel 1084. Queste comunità ebraiche ("Kehillot") probabilmente emersero dall'insediamento di commercianti ebrei provenienti dall'Italia e dalla Francia, che mantennero stretti legami tra loro. Tra di loro c'erano membri dell'importante famiglia italiana dei Kalonymos, che furono tra i membri fondatori delle comunità di Magonza e Spira e in seguito delle principali famiglie ebraiche lungo il Reno. Anche studiosi religiosi si stabilirono presto nelle città sul Reno. Già all'inizio dell'XI secolo, lo studioso di Metz, Gershom ben Judah, diresse un'accademia talmudica che era considerata un centro religioso e spirituale Ashkenazi. I Magi di Spira furono un gruppo dei dieci studiosi più famosi della Scuola del Talmud di Spira, che fu co-fondata dal vescovo Rüdiger Hutzmann nel 1084, anno in cui si insediò la comunità ebraica di Spira. Samuel ben Qalonymus he-Chasid è stato uno di questi.
Gli stretti legami tra le tre comunità portarono a un vivace scambio intellettuale, e così le città SchUM si svilupparono nella culla dell'ebraismo ashkenazita. Giunsero studenti provenienti da tutte le parti d' Europa per imparare dagli studiosi SchUM. Furono formulate leggi religiose, alcune delle quali sono ancora oggi vincolanti nell'ebraismo, come la proibizione della poligamia.
Uno dei più famosi studiosi SchUM, Schlomo ben Jizchak, detto Rashi, andò a Worms e a Magonza dalla Francia. Ottenne fama soprattutto con i suoi commentari alla Bibbia ebraica (Tanakh) e al Talmud babilonese. I commenti di Rashi si possono trovare in quasi tutte le bibbie ebraiche stampate. La fama degli ebrei di Worms, in particolare, risale in gran parte a Rashi e ai suoi commenti, sebbene vi trascorse solo pochi anni.
“Una nobile luce di Israele un tempo risplendeva da Worms, il grande maestro della Tōrāh, Rashi, la cui parola rimarrà immortale finché l'ebraismo professerà la parola di Dio, finché gli ebrei sulla terra staranno davanti al volto di Dio."

#### Incontri delle congregazioni SchUM
Uno dei mezzi di comunicazione tra i capi SchUM erano gli incontri in cui venivano discusse questioni comuni. Le congregazioni sono così documentate:
- 1120[15] - oltre ai rappresentanti delle congregazioni SchUM erano presenti anche i membri delle congregazioni di Colonia, Boppard e Hornbach.
- 1160[16] e tra il 1165 e il 1197.[17]
- Un altro incontro ipotizzato nella letteratura più antica, nel 1196, è dovuto ad un errore nella lettura della fonte.[18]
- 1220[19] a Magonza
- 1223[20]
- tra il 1286 e il 1291[21]
- circa 1300 a Worms[22]
- 1306/1307 a Worms[23]
- 1381 a Worms[24]

Sono da ipotizzare ulteriori congregazioni, per le quali non esistono fonti.

#### Taqqanot Qehillot SchUM
Questi incontri erano utilizzati anche per creare una base giuridica comune. Il risultato è stato evidenziato in cicli editoriali iniziati con l'assemblea del 1220, una raccolta comune di "Taqqanot" ("statuti legali"), che le comunità dichiararono vincolanti per se stesse.
Nel campo della legge ebraica, il Kehillot SchUM assunse così un ruolo pionieristico nell'ebraismo europeo. I Taqqanot Qehillot Šum sono la più vasta raccolta di statuti della comunità ebraica del Medioevo ashkenazita. Ogni parrocchiano doveva riconoscere la validità legale sotto minaccia di divieto. In funzione dei grandi studiosi coinvolti, il Taqqanot Qehillot Šum ha contribuito a che l'ebraismo renano sia diventato famoso per i suoi scritti sulla giurisprudenza ed è ancora associato agli studi ebraici fino ad oggi. Fino ad oggi c'è anche un riferimento al Taqqanot Qehillot Šum su ogni "ketubba" (contratto di matrimonio) ashkenazita.

#### Persecuzuini e distruzioni
Le comunità SchUM sul Reno sono state ripetutamente bersaglio di violenze, pogrom e distruzione totale. Quando papa Urbano II chiamò alla “liberazione della Terra Santa” e quindi alla prima crociata, nel 1095, fu devastante per le comunità ebraiche sul Reno.
L'esercito dei crociati era composto da diversi eserciti degli imperi francese e tedesco che dovevano attraversare il Reno nel loro cammino verso la "Terra santa". Al loro seguito sfilarono folle di seguaci fanatici, la cui rabbia, suscitata dai predicatori, era diretta anche contro i cosiddetti miscredenti. Nel 1096 scoppiò la violenza sul Reno e nelle comunità ebraiche scoppiarono i primi pogrom antiebraici nelle città SchUM. La persecuzione degli ebrei all'epoca della prima crociata nel 1096 ha lasciato profonde tracce nella memoria ebraica come "Geserot Tatnu" e nei poemi liturgici medievali.
Il 3 maggio 1096 la folla insorse a Spira e uccise 10 persone. Mentre il vescovo di Spira riuscì a proteggere la maggior parte della comunità ebraica, la situazione a Worms e a Magonza era decisamente disperata. Il 18 maggio 1096 i crociati attaccarono gli ebrei di Worms. Le loro case furono saccheggiate e distrutte e gli ebrei che si opposero al battesimo forzato furono uccisi. Quegli ebrei che erano fuggiti dalla corte vescovile di Worms furono attaccati pochi giorni dopo e caddero vittima dei crociati.
A Magonza gli ebrei subirono la stessa sorte il 27 maggio 1096. Anche questa comunità venne completamente spazzata via. Sebbene i primi ebrei tornarono a Magonza già nel 1097, la comunità non raggiunse mai più lo status eccezionale che aveva prima dei massacri.
Con le successive crociate, ci furono di nuovo pogrom e distruzioni nelle città SchUM, anche se in misura minore. È noto in particolare l'attacco alla famiglia dello studioso di Worms, Eleazar ben Judah ben Kalonymos ("Rokeach") nel 1196, nel quale rimasero vittime la moglie e le due figlie, e sul quale lo stesso Eleazar scrisse un resoconto e un lamento poetico. Famoso è il plauso alla moglie Dulza.
Nel corso della persecuzione degli ebrei, al tempo della peste nera, tra il 1348 e il 1351, spronate dall'accusa antiebraica di avvelenamento dei pozzi, il 30 gennaio 1349 avvennero violenti disordini a Worms. Il distretto della sinagoga, compresa Judengasse, fu incendiato e circa 400 ebrei furono uccisi. Anche le comunità ebraiche di Magonza e Spira furono completamente distrutte durante i pogrom della peste nera. Così, a metà del XIV secolo, ebbe termine il periodo di massimo splendore dell'associazione SchUM.
Gli ebrei tornarono in tutte e tre le città in tempi diversi e rivitalizzarono le comunità. Ma a parte Worms, la continuità dell'insegnamento e dell'apprendimento, così come il significato Ashkenazi, furono interrotti.

### Tardo Medioevo e prima età moderna
Gli ebrei erano di nuovo a Spira già nel 1350. Le espulsioni ricorrenti, tuttavia, portarono al declino della comunità, le cui condizioni di vita peggiorarono costantemente. Nel XV secolo, il potere economico degli ebrei a Spira era sceso così tanto che la città perse sempre più interesse per loro e se ne sbarazzò. Nel XVI secolo c'erano solo pochi ebrei a Spira. Il cimitero ebraico fu affittato ai cristiani, la sinagoga fu usata come armeria e alcune lapidi furono usate per costruire ponti e muri.
Anche a Magonza gli ebrei si stabilirono di nuovo prima del 1360 dopo i pogrom della peste. All'inizio del XV secolo, la scuola talmudica di Jacob ben Mose HaLevi Molin ("MaHaRIL") raggiunse ancora una volta una grande fama nazionale. Il periodo importante della comunità era però finito e la guida spirituale Ashkenazi passò a studiosi ebrei, per esempio in Austria. Con l'espulsione degli ebrei da Magonza, nel 1438 e nel 1471, la comunità madre SchUM, passò alla storia. Gli ebrei di Magonza trovarono rifugio, con altri profughi ebrei provenienti da altri luoghi tedeschi, in Polonia-Lituania, nel nord Italia e nel Levante.
Contrariamente alla maggior parte delle comunità ebraiche nelle città tedesche, gli ebrei di Worms non furono espulsi in modo permanente dalla città fino all'era nazista. La più grande rottura di questa continuità fu la distruzione di Worms nella guerra di successione del Palatinato da parte delle truppe del re Luigi XIV il 31 maggio 1689. Come tutti gli abitanti di Worms, la comunità dovette lasciare la città e solo nel 1699 poterono tornare.
Diversi "Rabbini Imperiali" del XV e XVI secolo vissero in città, e fino al XVII secolo, la comunità godeva della reputazione di centro di apprendimento. Esempi sono Elia ben Mose Loanz, detto "Baal Schem" (m. 1636), che si trasferì da Fulda a Worms, e Jair Chajim Bacharach (m. 1702). Le “Storie di miracoli” (Maase Nissim), stampate per la prima volta in yiddish nel 1696, dal servo della parrocchia di Worms, Juspa Schammes (m. 1678), mostrano che la memoria dei "vecchi ashkenaziti" a Worms era rimasta particolarmente viva e tramandata.

### Tempi moderni

#### Emancipazione
A metà del XIX secolo, la proporzione di ebrei nella popolazione di Worms raggiunse un valore a due cifre. A Spira e Magonza rimase a una cifra e con la stessa media anche nell'Assia Renana e nel Palatinato.
Dal 1860 al più tardi, gli ebrei furono legalmente equiparati agli altri cittadini tedeschi; dalla prima guerra mondiale, la maggior parte di loro fu acculturata o addirittura assimilata. Molti ebrei appartenevano alla borghesia. "Come gruppo di popolazione i cui membri erano da vari secoli in condizioni di svantaggio, appartenevano sproporzionatamente alle classi sociali inferiori e nel giro di sole due generazioni erano diventati un gruppo i cui membri erano ormai assegnati alle classi sociali superiori.“ Il loro attaccamento allo stato tedesco emerse dall'appartenenza all'Associazione centrale dei cittadini tedeschi di fede ebraica.
SchUM è rimasto un termine di memoria ebraica (compresa la post-emancipazione dell'epoca) ed esemplificato come centro e periodo d'oro Ashkenazi dell'ebraismo nel Medioevo. In memoria, le comunità ebraiche SchUM e i luoghi iconograficamente associati, specialmente Worms e Magonza, divennero luoghi ebraici ideali. Le città SchUM, con i loro monumenti, divennero importanti come collegamenti alla storia secolare degli ebrei in Germania e alla loro posizione come ebrei tedeschi. La riscoperta dei monumenti e la loro esplorazione archeologica, storico-culturale e architettonica, nel corso della scienza dell'ebraismo, nonché della ricerca storica generale sul Medioevo, fece conoscere dettagliatamente gli edifici e la loro storia e divennero sempre più interessanti per i turisti ed incantarono sia gli ebrei che i non ebrei interessati.

#### Dopo il 1933: Olocausto
La dittatura nazista distrusse quasi completamente la vita ebraica e la quasi millenaria tradizione ebraica sul Reno. Dal 1933 molti ebrei emigrarono e lasciarono le città SchUM. Coloro che rimasero nella loro città natale o che non ebbero possibilità di fuggire, a causa di difficoltà economiche, furono deportati dal 1942 in poi, e la maggior parte di loro fu assassinata.
Nei pogrom del 9 novembre 1938 sinagoghe, negozi di proprietari ebrei, edifici residenziali, scuole ebraiche e altre strutture comunitarie vennero sistematicamente attaccate. Molti degli edifici furono devastati o completamente distrutti. A Spira, il 10 novembre 1938, fu incendiata la sinagoga, costruita nel 1837, che andò distrutta.
A Worms, l'antica sinagoga medievale e la scuola femminile vennero bruciate nello stesso giorno. Il primo incendio poté essere spento dai parrocchiani, ma il secondo distrusse gli edifici. Il mikveh venne gravemente danneggiato; una colonna fu frantumata, un muro all'interno distrutto e da esso furono gettate pietre nella vasca dell'acqua.
Anche a Magonza gli ebrei e la comunità ebraica vennero attaccati. La nuova sinagoga principale, costruita solo nel 1911/1912 nella Mainzer Neustadt, fu distrutta da un incendio doloso nel novembre 1938. Elsbeth Gaertner, allora quattordicenne, ricorda quel giorno del 1996: “Mio padre, un amico che abitava nella porta accanto, ed io siamo andati alla sinagoga di Hindenburgstrasse. Anche i vigili del fuoco stavano lì, a spegnere le fiamme proteggendo le case accanto. Mio padre sapeva che quello doveva essere l'inizio della fine assoluta. La folla infuriava per le strade, compresi gli scolari. Fu tutto distrutto e saccheggiato."
La Germania nazionalsocialista si ribellò agli ebrei e alla cultura ebraica, ai libri e agli edifici ebraici. Dopo i libri e le sinagoghe, la gente cadde vittima della furia. Le comunità ebraiche delle tre città SchUM vennero spazzate via durante la Shoah. Prima attraverso l'emarginazione e la successiva espulsione, poi attraverso la persecuzione sistematica e il genocidio. Gli ebrei rimasti a Spira furono deportati nel campo di internamento di Gurs nell'ottobre 1940 a seguito della campagna Wagner-Bürckel che colpì Baden e la Saarland-Palatinato. Molti morirono per le condizioni catastrofiche. Coloro che erano sopravvissuti furono deportati nei campi di sterminio tedeschi in Polonia dall'estate del 1942. Gli ultimi ebrei che vivevano a Worms furono deportati, in primavera, in un campo vicino a Piaski in Polonia e in autunno nel ghetto di Theresienstadt. Circa 460 ebrei di Worms furono assassinati e con loro fu spazzata via la presenza della comunità ebraica di Worms, che esisteva da circa 1000 anni. Gli ebrei di Magonza subirono la stessa sorte. Furono deportati nei campi di concentramento e sterminio tedeschi in Polonia e nel ghetto di Theresienstadt, nel marzo e settembre 1942 e nel febbraio 1943. Durante l'era nazista furono assassinati un totale di circa 1.300-1.400 ebrei di Magonza.

#### Comunità ebraiche dopo il 1945
Dopo il 1945 solo pochi ebrei vivevano nelle città SchUM, specialmente quegli ebrei che erano sposati con un coniuge non ebreo e furono in grado di salvarsi. C'erano anche rimpatriati dai campi o dal ghetto di Theresienstadt. Il numero di ebrei che vivevano a Magonza dopo l'Olocausto era molto basso, circa 80. La ricostituzione della comunità ebraica fu quindi esitante e segnata dall'incertezza nella Germania del dopoguerra. Non c'erano più di dieci ebrei a Worms. Fino agli anni 1990, il numero è aumentato solo marginalmente. Tuttavia, c'era un'iniziativa per ricostruire la sinagoga medievale già alla fine degli anni 1940.
La prima iniziativa di questa ricostruzione risale a Friedrich Maria Illert, direttore, dal 1934 al 1958, del nuovo stabilimento creato nel 1934 dall'Istituto culturale comunale di Worms. Illert stava cercando specificamente un sostenitore ebreo per questo progetto di ricostruzione della sinagoga, e lo trovò, alla fine del 1945, in Isidor Kiefer (1871-1961). Kiefer, emigrato negli Stati Uniti nel 1933, fu l'ultimo capo della comunità di Worms. Aveva allestito un museo nella sinagoga, nel 1924, e aveva sempre sottolineato il grande interesse ebraico e internazionale per la storia ebraica di Worms. Fu quindi un forte sostenitore della ricostruzione della sinagoga e sottolineò che ciò era nell'interesse dell'intero mondo ebraico. Era evidentemente irrilevante, per Kiefer così come per Illert, che non ci fosse più una comunità ebraica a Worms dopo l'Olocausto. I voti contro la ricostruzione vennero ignorati.
Carola Kaufmann-Levy, un'ebrea nata a Worms ed emigrata dopo il 1933, ha scritto: “Una sinagoga dovrebbe essere solo dove serve al suo scopo originale e dove 10 ebrei si riuniscono per pregare.“ La ricostruzione della sinagoga, compresa la forma della stessa, è stata discussa polemicamente. Eminenti sostenitori del progetto, come il cancelliere federale Konrad Adenauer e altre voci positive sulla conservazione dei monumenti e della politica, hanno portato alla decisione, nel 1957, di avviare ufficialmente la ricostruzione. La sinagoga è stata ricostruita con fondi del governo statale e federale. Inaugurata nel dicembre 1961, il vicecancelliere Ludwig Erhard era tra gli ospiti della celebrazione. La comunità ebraica di Magonza divenne proprietaria della vecchia e della nuova chiesa. L'edificio è gestito e mantenuto dalla città di Worms fino ad oggi.
A seguito dell'immigrazione di ebrei dall'ex Unione Sovietica, alla fine degli anni 1990, a Worms è stata costituita una nuova comunità ebraica, che a livello organizzativo appartiene alla comunità di Magonza. I servizi si tengono regolarmente di nuovo nella sinagoga.
Anche la comunità di Spira è stata in grado di ristabilirsi solo dopo l'immigrazione di ebrei dagli Stati della CSI e fa ora parte della comunità ebraica del Reno Palatinato. Nel 2011 è stata inaugurata la sinagoga Beith-Shalom. Si compone di un nuovo edificio (architetto: Alfred Jacoby) e parti dell'ex collegiata di San Guido.

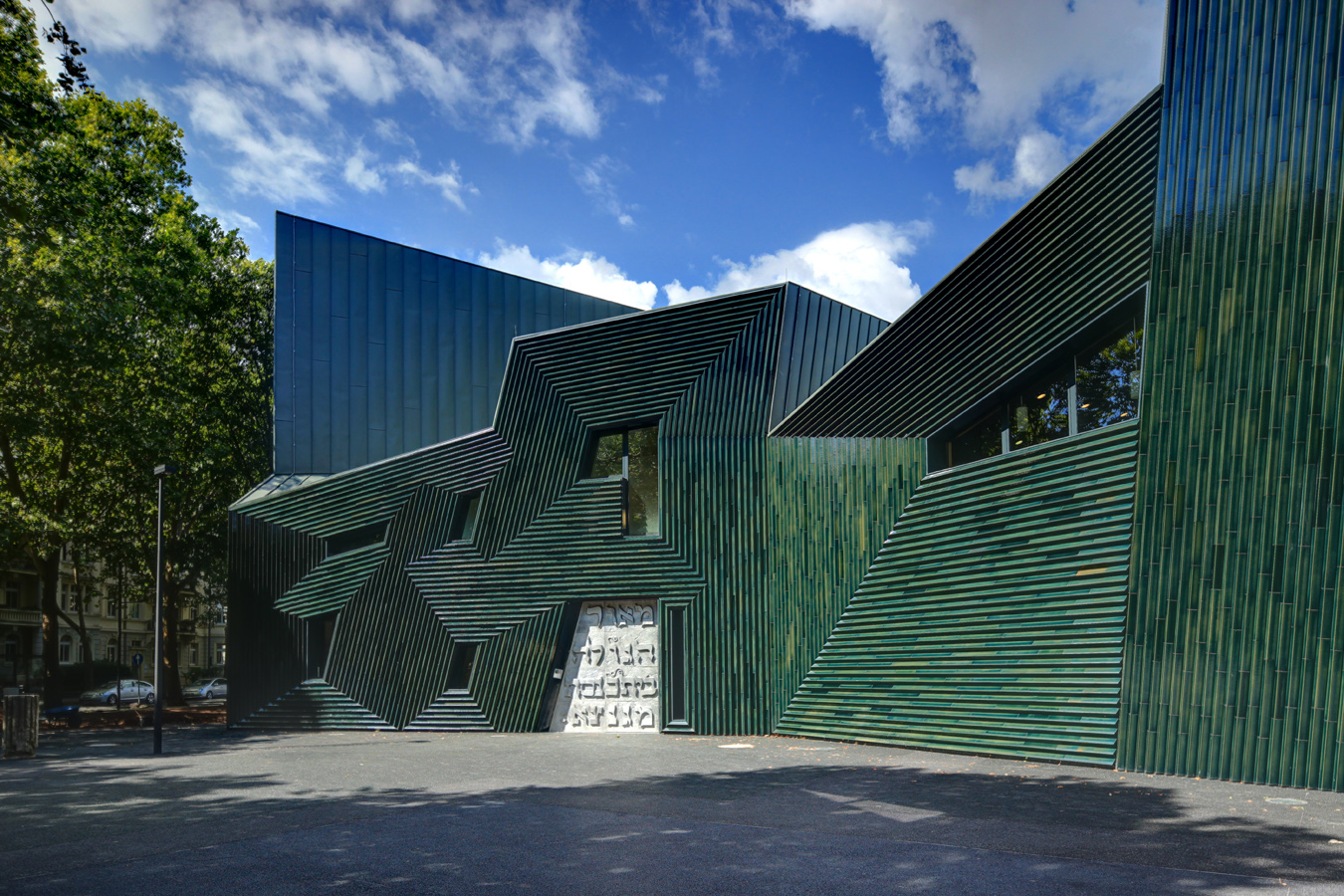
La Nuova sinagoga di Magonza dell'architetto Manuel Herz

La Nuova Sinagoga è stata inaugurata a Magonza nel 2010, costruita sullo stesso sito della sinagoga che fu distrutta nel 1938. Tuttavia, il progetto dell'architetto Manuel Herz non enfatizza la distruzione del precedente edificio, da parte dei nazionalsocialisti, ma la tradizione dell'ebraismo e dello SchUM. “Per me era fondamentale che la città di Magonza avesse giocato un ruolo significativo per l'ebraismo, in particolare durante il Medioevo. L'ebraismo è stato rinnovato da Magonza. Il corso del servizio divino, come in parte si svolge ancora oggi nel mondo ebraico, è in gran parte dovuto ai rinnovamenti dei rabbini di Magonza. Ho trovato molto più importante fare riferimento al contributo che l'ebraica Magonza ha dato all'ebraismo piuttosto che scegliere lo sterminio da parte dei nazisti come punto di partenza per il progetto.“ Nel 1997 c'erano solo 200 ebrei a Magonza; oggi c'è una comunità ebraica attiva di circa 1.400 membri, compresi gli ebrei che vivono a Worms.

## Monumenti culturali
L'imponente e artistico patrimonio architettonico SchUM indica che le comunità SchUM nel Medioevo volevano esprimere visivamente e architettonicamente la loro eccezionale posizione religiosa e culturale. Il fatto che questa sublime eredità sia stata preservata fino ad oggi testimonia la consapevolezza, di molte generazioni, dell'importanza dello SchUM.

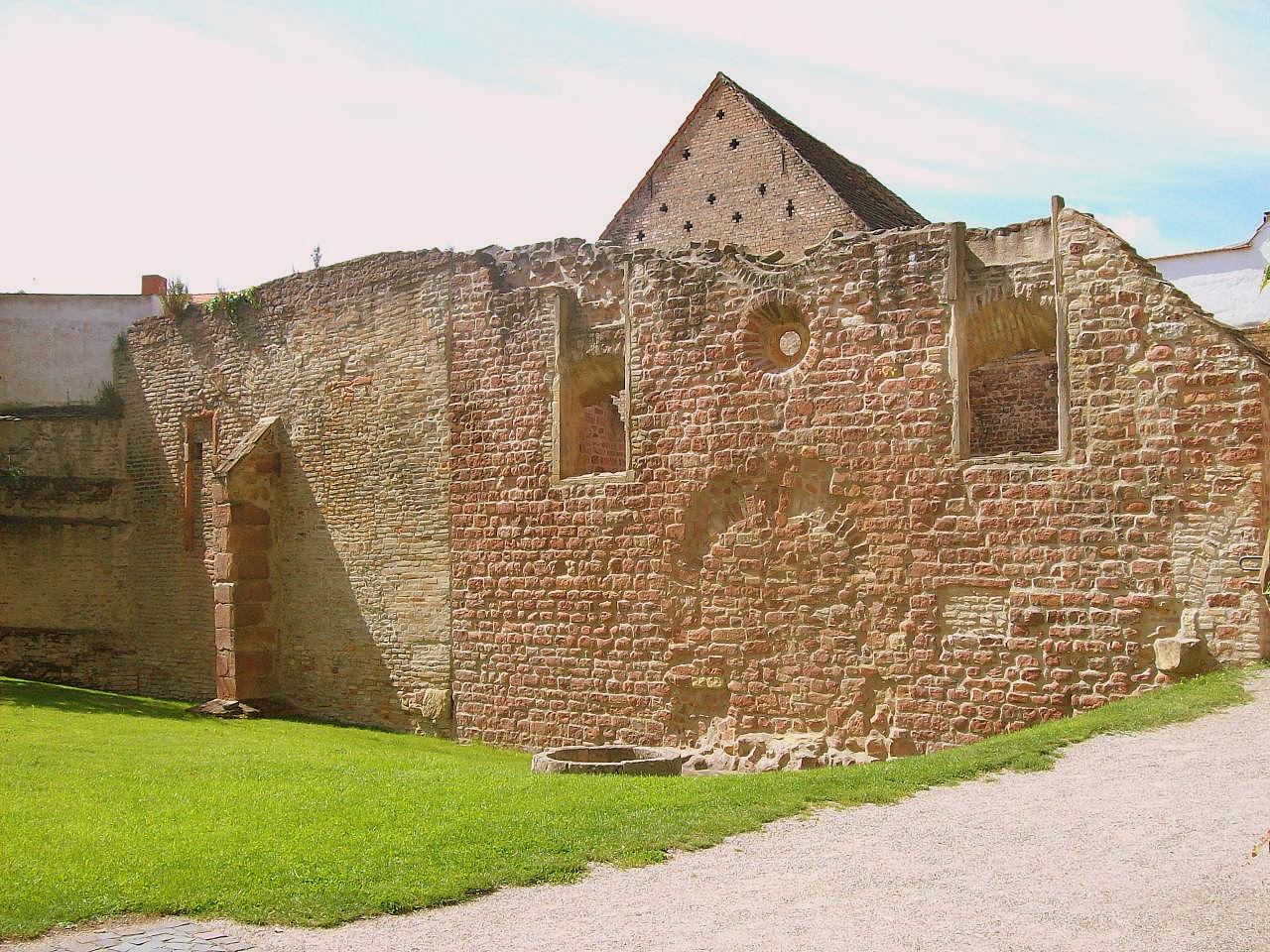
Judenhof di Spira

### Spira

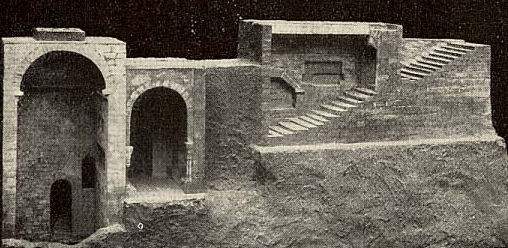
Plastico dello Judenhof (Monumentalmikwe) di Spira

A Spira, il centro comunitario Judenhof costituisce l'eredità architettonica del Medioevo. Ad esso appartiene il più antico mikwe monumentale sopravvissuto in Europa, un edificio che nel 1920 si diceva fosse "un monumento culturale che nessun'altra città in Germania può vantare nel suo genere." Stava realizzando progetti per altri edifici di questo tipo, come il mikvah a Worms. Ci sono anche i resti del muro della sinagoga e della scuola femminile che svettano sul sito, così come i resti sotterranei del cortile della sinagoga e una yeshiva, entrambi riconosciuti come monumenti commemorativi.
Il cimitero medievale della comunità ebraica di Spira non è stato conservato. Si trovava ad Altspeyer a nord del centro della città, dove l'area era stata donata agli ebrei dal vescovo Rüdiger. Durante il pogrom di peste del 1349, il cimitero fu saccheggiato e (secondo una cronaca successiva) arato quattro anni dopo. Oggi alcune delle circa 50 lapidi conservate, del periodo compreso tra il 1144/1145 e il 1407, sono esposte nel Museo Schpira. Ci sono altre lapidi nel deposito del Museo Storico del Palatinato.

### Worms

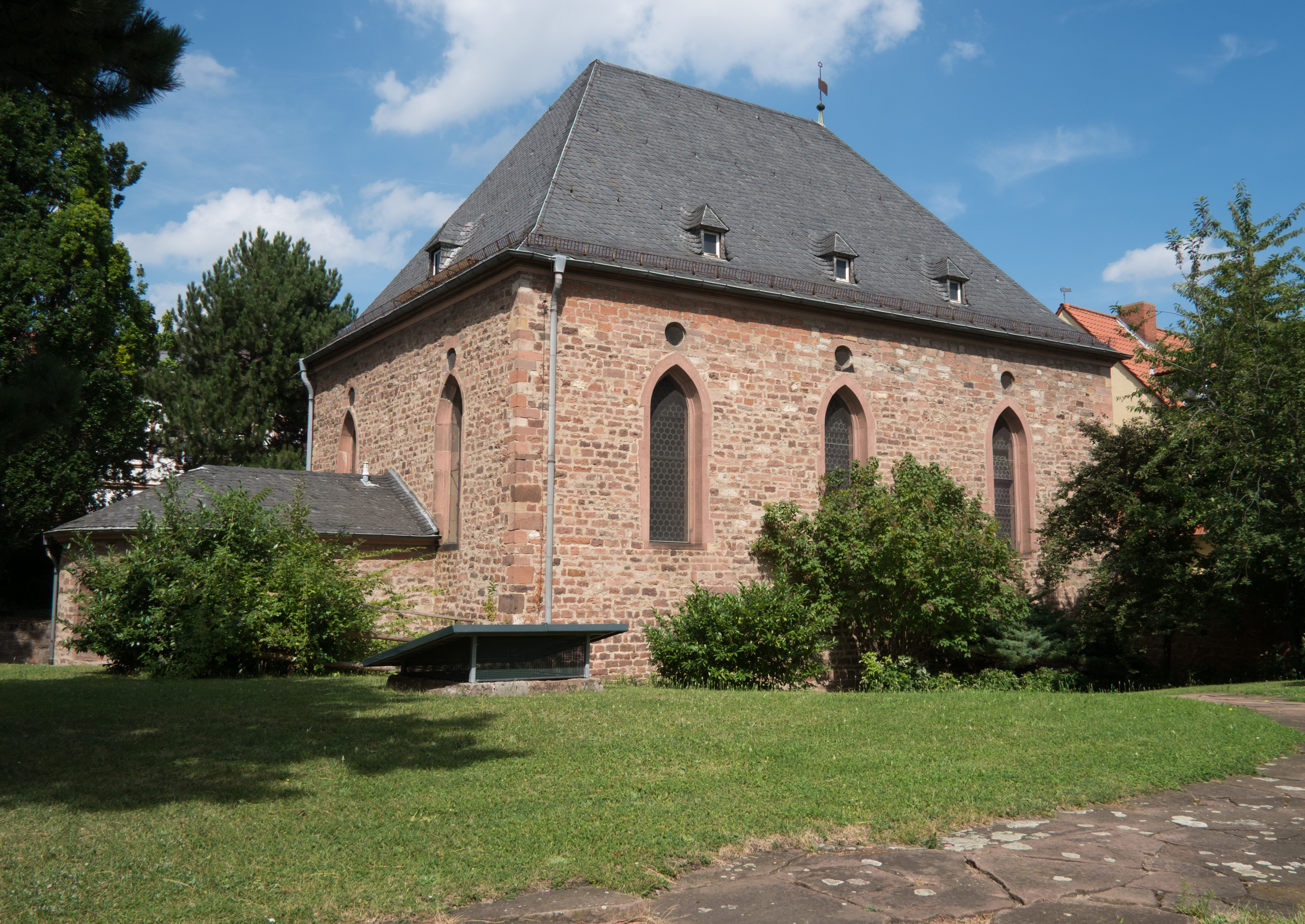
Sinagoga di Worms

L'ex quartiere ebraico di Worms, in cui, a parte il cimitero, si trova l'eredità architettonica del periodo di massimo splendore SchUM, ha avuto una topografia leggermente modificata da quella del Medioevo. I resti della cinta muraria, le porte di questa magnifica cinta muraria e la ricostruzione di Judengasse lungo il percorso originale della strada degli anni 1960, rendono tangibile lo sviluppo e la topografia originali.
La sinagoga di Worms fu soggetta a ripetute distruzioni, ma fu più volte ricostruita dalla comunità ebraica. Gli elementi architettonici sono stati modernizzati e adattati allo spirito del tempo prevalente.

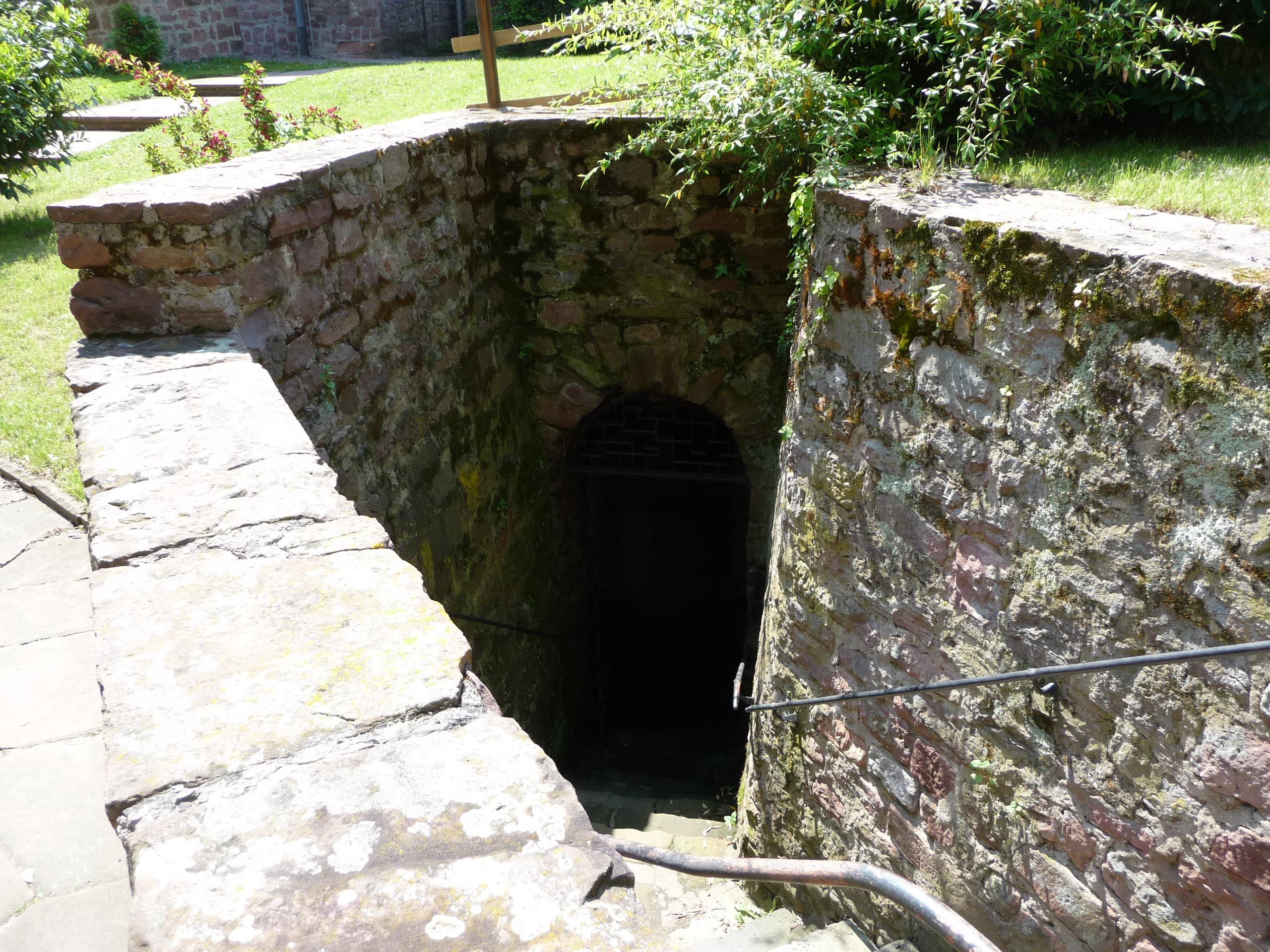
Mikwe, Worms

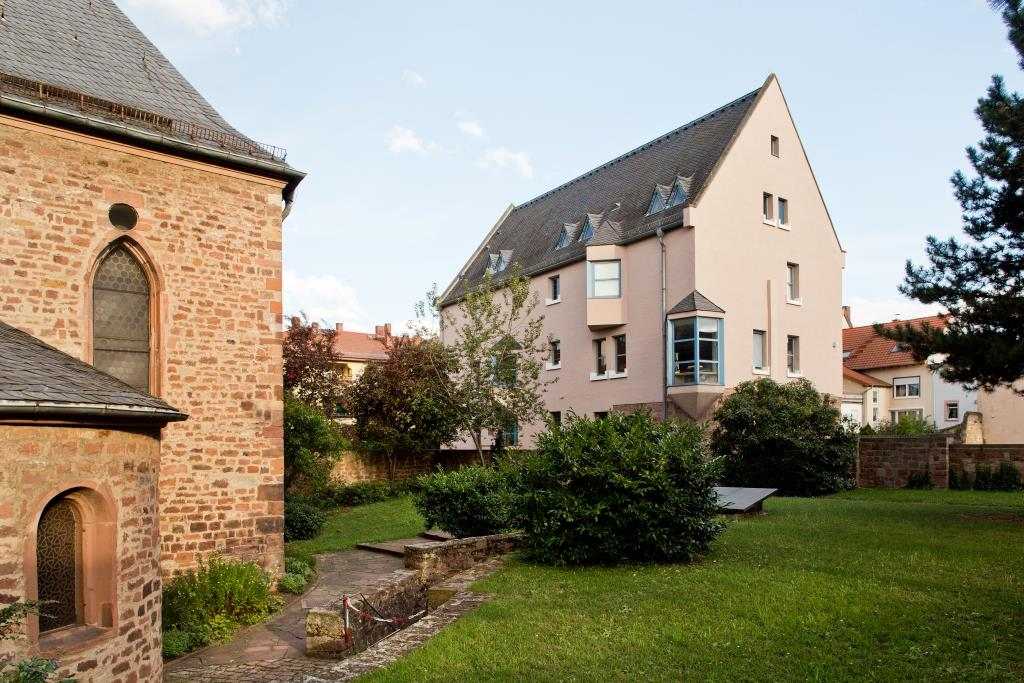
Casa Rashi, Worms

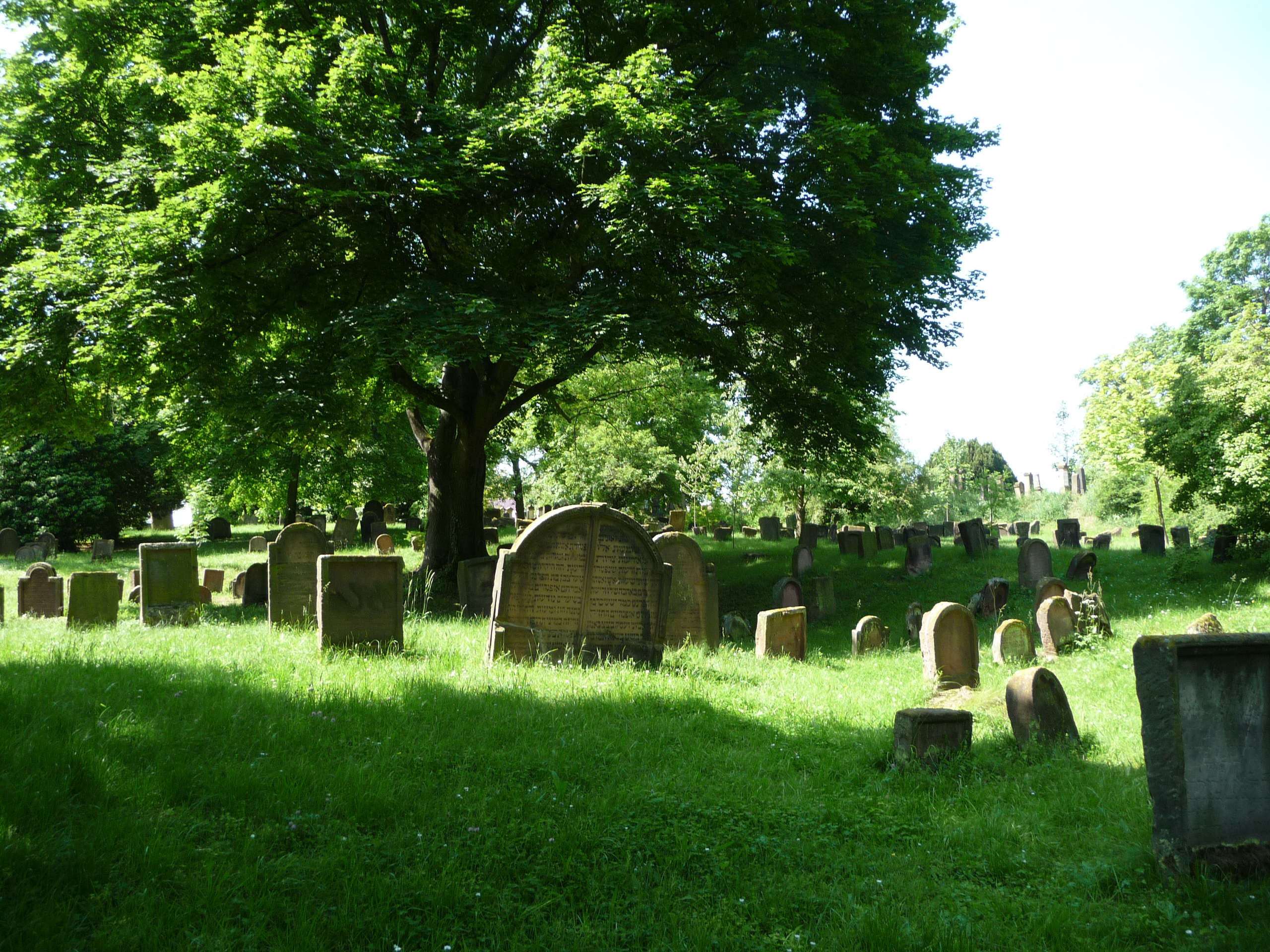
Heiliger Sand, Worms

A pochi passi a sud-ovest della sinagoga si trova il mikvah. Fu costruito nel 1185/1186. Il suo modello è il Monumentalmikwe a Spira.
Appartiene al quartiere della sinagoga di Worms anche la Casa Rashi, un nuovo edificio degli anni 1980, nel cui seminterrato e piano terra è stata conservata la muratura della sala parrocchiale medievale.
Lo storico cimitero ebraico di Worms si trova di fronte alle fortificazioni altomedievali della città, ma sempre all'interno della successiva seconda cinta muraria. È il più antico cimitero ebraico sopravvissuto in Europa. Le più antiche iscrizioni sopravvissute risalgono alla metà dell'XI secolo.

### Magonza

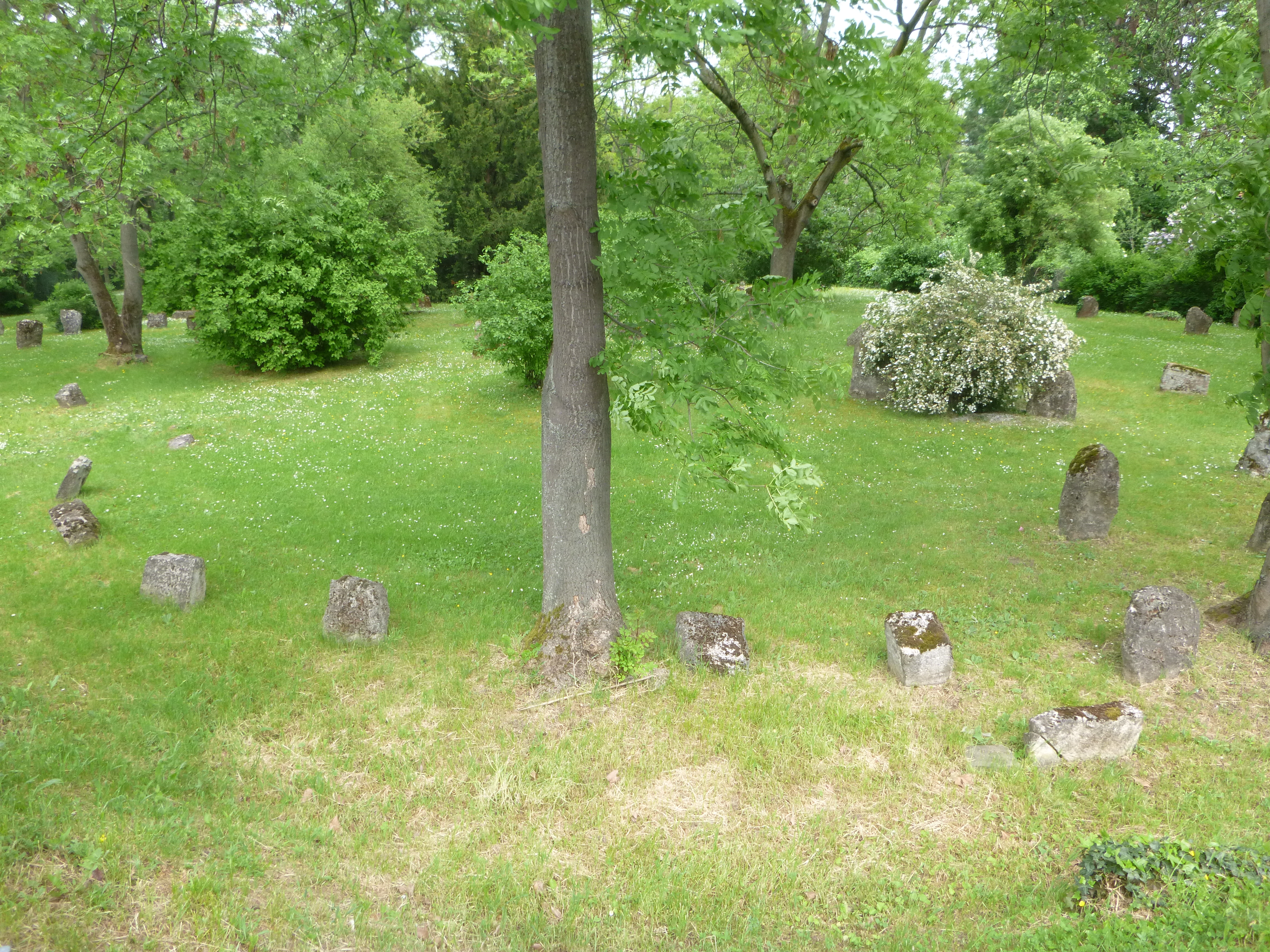
Cimitero commemorativo nel cimitero ebraico Judensand a Magonza

Magonza è considerata la comunità madre SchUM. In una cronaca ebraica del XII secolo si dice: “La nostra città madre, il luogo dei nostri padri. L'antica chiesa, la più lodata di tutte le chiese dell'impero.“ Già nell'XI secolo, Magenza (come si chiamava allora) si sviluppò nel centro della vita ebraica sul Reno e fu il punto di partenza per l'erudizione ebraica per una vasta area. Numerosi studiosi operarono a Magonza e contribuirono alla reputazione SchUM. Tra questi ci furono Rabbenu Gerschom ben Jehuda, detto "Lampada dell'esilio" (nato intorno al 960, morto nel 1028 o 1040 a Magonza), Kalonymos ben Meschullam (morto nel 1096), Elieser ben Nathan (nato nel 1090, morto nel 1170) e il già citato Jacob ben Mosè haLevi (m. 1427).
A Magonza, l'area del cimitero ebraico medievale, in Mombacher Strasse, è stata preservata da questo periodo di massimo splendore di studiosi e insegnamento. Il cimitero "Judensand" è stato aperto non più tardi dell'XI secolo e utilizzato dalla comunità ebraica della città e dell'area circostante fino a quando gli ebrei furono espulsi da Magonza nel 1438.

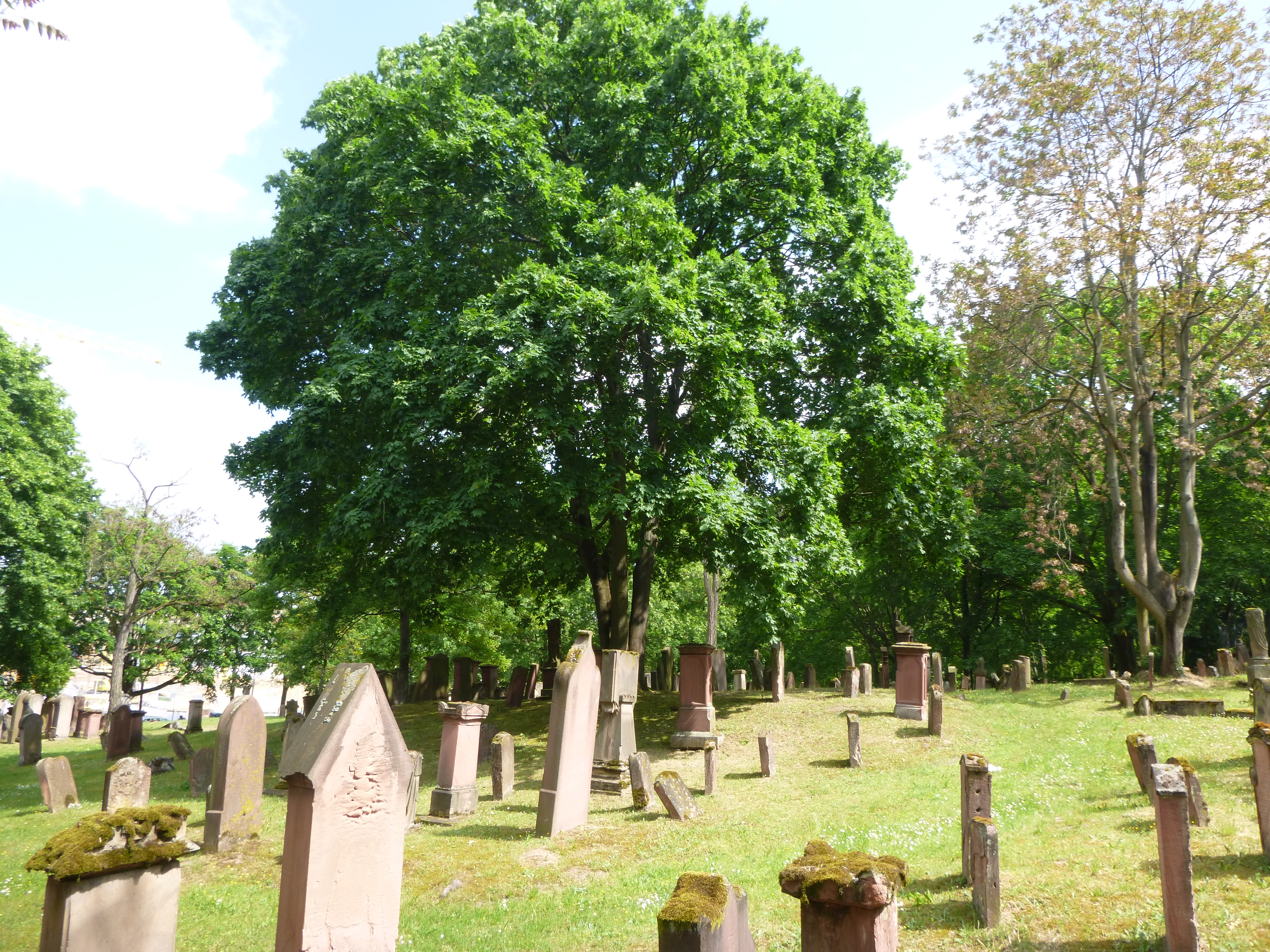
Judensand, Magonza

## Significato
Lo SchUM è considerato la culla dell'ebraismo ashkenazita. Questo è già attestato da una tradizione del XIII secolo: "I nostri maestri a Magonza, a Worms e a Spira appartengono ai più dotti degli studiosi, ai santi dell'Altissimo... da lì esce l'insegnamento per tutto Israele [...] poiché dal giorno della loro fondazione tutte le congregazioni le hanno seguite, sul Reno e in tutto il paese di Ashkenazi.“ Ebrei di tutta l'Europa centrale si orientarono agli scritti degli studiosi SchUM, già durante il Medioevo e in parte ancora oggi. Lo SchUM è ancora presente nell'ebraismo odierno: come mito, come nome, come luogo di apprendimento e di attività di Rashi, come luoghi ideali ebraici, e nella sua perenne presenza nell'ebraismo vissuto.
Gli imponenti monumenti nelle città SchUM ricordano il periodo di massimo splendore dell'ebraismo ashkenazita sul Medio e Alto Reno. Già nel Medioevo, l'architettura di Spira, Worms e Magonza divenne un modello per altre comunità ebraiche europee. La volta a due navate, attestata per la prima volta a Worms, divenne il modello per la costruzione di sinagoghe a Ratisbona (1210/1220), Praga (1260), Vienna (1294) e Norimberga (1296)..
Il cimitero ebraico Heiliger Sand a Worms è il cimitero più antico d'Europa. Vi sono sepolti numerosi studiosi dell'ebraismo ashkenazita, ancora oggi di grande importanza per il mondo ebraico.
Non solo l'eredità materiale, delle comunità SchUM, è di straordinaria importanza, poiché anche l'eredità immateriale ha un posto importante nella tradizione ebraica. Anche i contemporanei cristiani hanno riconosciuto l'alto rango delle comunità SchUM nel Medioevo. I Takkanot-SchUM sono tuttora considerati il risultato di un'unione speciale che è andata ben oltre la sfera di influenza delle città SchUM. Il fatto che gli orientamenti della giurisprudenza siano stati osservati e recitati in altre comunità ebraiche è significativo perché sin dall'XI secolo, la “regola generale” era che tutte le comunità ebraiche agissero sovranamente e nessuna delle altre potesse imporre i propri regolamenti. Ma più volte i membri di altre congregazioni si sono rivolti ai rabbini delle congregazioni SchUM per avere consigli su questioni difficili.
Il chassidismo ashkenazita medievale ebbe i suoi rappresentanti più importanti nei membri della famiglia dei calonimidi a Spira, Ratisbona e Worms. Non si trattava di una dottrina filosofica o teologica, ma di una corrente mistica la cui pratica religiosa si esprimeva nella preghiera come pratica spirituale. Il chassidismo ashkenazita è emerso sullo sfondo delle crociate e della persecuzione degli ebrei nel XII e XIII secolo. Sotto l'impressione delle atrocità commesse dall'ambiente cristiano nelle comunità ebraiche, i chassidi tentarono di incontrare spiritualmente le loro esperienze e, ad esempio, svilupparono forme speciali di ascesi e rinuncia. Come gruppo moralizzatore, questi chassidi spesso cercavano anche di essere leader spirituali nell'interesse dei loro obiettivi e quindi spesso entravano in conflitto con i rabbini locali.

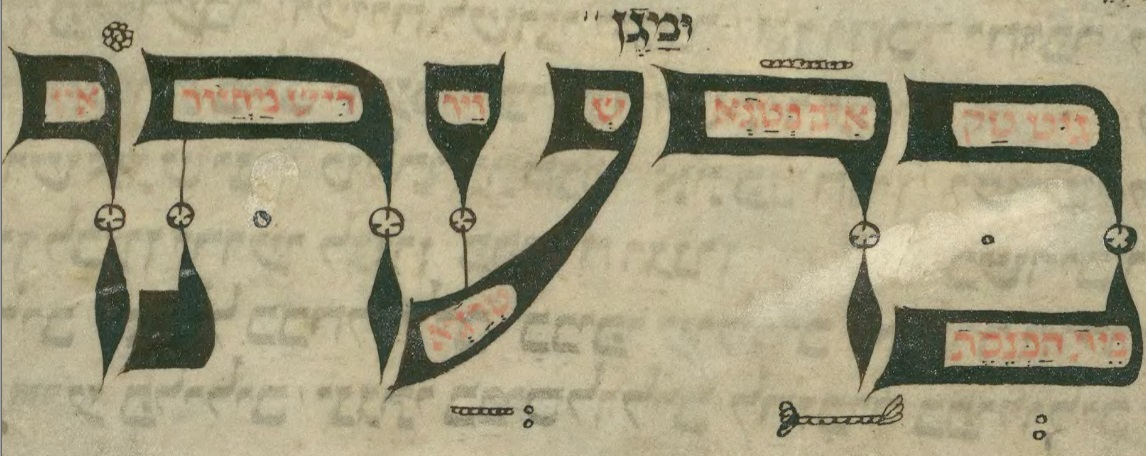
Illustrazione di Wormser Machzor

La letteratura Piyyut (poesie natalizie) è un'altra parte del patrimonio immateriale SchUM. Soprattutto i poeti delle parrocchie di Magonza (Mose ben Kalonymus, Meschullam ben Kalonymus, Simon ben Isaak) e Worms (Meir ben Isaak, Eleasar ben Jehuda) hanno dato un contributo significativo a questa tradizione emersa in Palestina e nel sud Italia. Basati su SchUM, questi poemi liturgici ashkenaziti sono meglio conosciuti per le loro lamentazioni e poesie festive in occasione delle feste più importanti. La lingua del Pijutim era inizialmente strettamente biblica e talmudica, ma in seguito si svilupparono peculiarità linguistiche e di stile, a seguito delle quali furono scritti anche commenti Pijutim.
Nella sinagoga di Mahilëŭ (oggi: Bielorussia) c'era una volta una rappresentazione della sinagoga di Worms in mezzo a magnifici dipinti realizzati su legno. Quando Mogilev apparteneva alla Polonia, il dipinto del soffitto fu creato da Chajim ben Isaak Eisik Segal, intorno al 1700, e si dice che ricordi i disegni medievali di Worms. Ciò testimonia fino a che punto si irradiasse la reputazione SchUM, reputazione che gli ebrei di Worms, e quindi SchUM, presenti nell'ebraismo europeo anche dopo il Medioevo. La sinagoga fu distrutta dagli occupanti tedeschi nel 1941. I dipinti del soffitto sono stati tramandati attraverso film e copie del primo Novecento.

## Monumenti pubblici
In tutte e tre le città, le aree su cui si trovano i monumenti SchUM sono zone di protezione dei monumenti.
A Spira, lo Judenhof con i resti della sinagoga e il mikveh intatto, simile a un museo, è accessibile ai turisti. La città è la proprietaria e l'ufficio turistico di Spira è responsabile del suo mantenimento. Nella zona d'ingresso si trova il Museo SchPIRA, inaugurato nel 2010, che presenta mostre sulla Spira medievale ebraica. Queste includono, ad esempio, finestre originali, capitelli e altri resti architettonici della sinagoga, nonché lapidi e il tesoro d'argento di Lingenfeld scoperto nel 1969. Il mikveh è stato coperto con una struttura in vetro, nel 1999, in modo che sia protetto dagli elementi atmosferici. Dal 1965 al 1968, nel sito Judenhof sono stati effettuati scavi archeologici, 1997/1998 e 2000/2001, che hanno portato alla luce sempre nuovi reperti e informazioni sulle fasi costruttive. Lo Judenhof, gestito dall'Associazione Turistica di Spira, è meta di numerosi visitatori. Vengono offerti tour speciali sul tema della "Spira ebraica". Nel 2017 erano 58, ma quasi tutti i tour regolari della città passano attraverso lo Judenhof. Nello stesso anno, 18.513 turisti individuali e circa 40.000 in gruppo hanno visitato lo Judenhof come parte di un tour della città.
A Worms, i monumenti appartenenti allo SchUM, di proprietà della Comunità Ebraica di Magonza, si trovano in due diversi luoghi della città: nel quartiere della sinagoga a sud di Judengasse all'interno del centro cittadino e nell'area del cimitero ebraico, a circa 1000 metri da Judengasse.
Il quartiere della sinagoga con il mikveh ha ricevuto il suo aspetto attuale quando è stato restaurato negli anni 1950 e 1960. Nel 1982 è stato aperto un nuovo edificio sulla cubatura dell'ex casa di riunione ebraica nell'area della Hinterer Judengasse. La casa delle riunioni, dal Medioevo, era un edificio comunitario multifunzionale: veniva utilizzato per matrimoni, sala da ballo, casa di riposo, sinagoga secondaria e alloggio per i non residenti, dal XIII al XX secolo. Rimangono pareti della cantina e resti di intonaco del XIII e XIV secolo. Dopo le deportazioni in epoca nazista, l'edificio cadde lentamente in rovina, fu utilizzato come ricovero per i senzatetto e infine demolito alla fine degli anni 1970.
Sotto il nome Casa Rashi, il nuovo edificio ospita ora l'Archivio della città di Worms e il Museo ebraico. Nei sotterranei è conservata una delle suddette mura medievali, databile all'epoca delle ex comunità SchUM. I resti conservati di questo edificio sono stati posti sotto tutela e inclusi nella domanda di inclusione come sito del patrimonio dell'umanità dell'UNESCO.
Il mikveh di Worms è chiuso ai visitatori da novembre 2016, poiché sono diventate necessarie ricerche edilizie, nonché misure di restauro e conservazione. La sinagoga è stata visitata da 28.171 persone nel 2017.
Il cimitero di Heiliger Sand si trova fuori dalle antiche mura della città, è raggiungibile in circa 15 minuti a piedi dalla sinagoga ed è stato visitato da circa 40.000 persone nel 2017. Tra questi sia i turisti culturali che scoprono in Worms anche i monumenti SchUM, sia da visitatori ebrei che vengono specificamente. Gli interventi di manutenzione e riparazione sulle lapidi sulla Heiligen Sand vengono eseguiti con il supporto di Warmaisa e la Worms Antiquities Association. Tuttavia, il lavoro viene eseguito solo con la rispettiva approvazione delle autorità di conservazione e in consultazione con il proprietario responsabile del cimitero, la comunità ebraica di Magonza.
A Magonza, l'area del cimitero commemorativo Judensand è di proprietà della comunità ebraica di Magonza, a nord-ovest della stazione ferroviaria principale in Mombacherstraße. Il cimitero non è aperto al pubblico. Poiché nella sua forma attuale è stato allestito solo nel 1926 su una parte dell'area sepolcrale medievale, sono presenti tombe su tutto il sito, anche se non visitabili. Al fine di evitare che le persone calpestino queste tombe, nessun accesso può essere consentito. Nell'ambito della candidatura al patrimonio dell'umanità dell'UNESCO, nei prossimi anni sarà indetto un concorso di progettazione, che comprenderà anche la creazione di un centro visitatori che renderà virtualmente accessibile ai visitatori il cimitero monumentale.
Il lavoro educativo dentro e fuori la scuola è stato sostenuto dal 2018 per promuovere la consapevolezza delle città SchUM. Ci sono anche serie di conferenze, proiezioni di film e letture, pannelli informativi e stele e sono in fase di sviluppo applicazioni sul tema SchUM. Inoltre, nel 2017 è stato presentato un video in tedesco e inglese.

## Tutela dei monumenti
Il patrimonio culturale delle città SchUM è protetto dalla legge sulla protezione dei monumenti della Renania-Palatinato (DSchG).
A Spira, lo Judenhof con i resti della sinagoga è una zona monumentale Judenbad e Judenhof come complesso strutturale complessivo, § 5, comma 2 DSchG ed iscritta nel registro delle informazioni come segue: “Sinagoga maschile intorno al 1100, con parti delle mura est e ovest, in bugnato di piccole dimensioni; sinagoga femminile del 1354, parete est e ovest, in muratura; distrutta nel 1689, vennero realizzati estesi scavi nel 1965-1968; bagno rituale sotterraneo, intorno o subito dopo il 1100”. Inoltre, il mikveh è un monumento individuale/monumento culturale secondo § 3 DSchG.
Fanno parte di una zona monumentale anche la sinagoga di Worms, il mikveh e la casa Rashi: "La parte più grande dell'ex quartiere ebraico di Worms; cantine medievali, in gran parte della seconda metà del XIV secolo; dopo la devastazione del Palatinato, nel 1689, ampia ricostruzione barocca. Ricostruzione nello stile degli anni 1950; dagli anni 1970 integrazioni attraverso nuovi edifici adattati; sistema strutturale complessivo”. All'interno della zona dei monumenti, sia la sinagoga con mikveh che la casa Rashi sono elencate come singoli monumenti/monumenti culturali secondo § 3 DSchG.
Il cimitero ebraico Heiliger Sand a Worms è classificato come zona monumentale "Antico cimitero ebraico" (parco storico, giardino e complesso cimiteriale § 5, comma 5 DSchG) ed iscritto nel registro delle informazioni come segue: “Il più antico cimitero ebraico conservato d'Europa con oltre 2.000 lapidi erette in situ; l'area di 16.127 m² era probabilmente già esistente nella prima metà dell'XI secolo."
Il vecchio cimitero ebraico di Magonza, compreso il cimitero commemorativo, è classificato come zona commemorativa Mombacher Straße Alter Judenfriedhof (parco storico, giardino e complesso cimiteriale, § 5, comma 5 DSchG): “Il posto di un cimitero romano è stato occupato dal XIII secolo. Dopo sgomberi e distruzioni, dal 1583 è entrato nuovamente in possesso della comunità ebraica e poi chiuso nel 1880; ben oltre 1000 lapidi, del 1700-1880, per lo più in arenaria rossa o gialla.

## Candidatura UNESCO
Nel 2004, il sindaco di Worms, insieme alla comunità ebraica di Magonza e all'Associazione Warmaisa, decise di proporre allo Stato della Renania-Palatinato di proporre i monumenti medievali delle città SchUM come patrimonio mondiale dell'UNESCO. Nel 2006 questo obiettivo era già parte della dichiarazione del governo dell'allora primo ministro della Renania-Palatinato, Kurt Beck, e da allora è stato riproposto in ogni altro programma di governo. Nel 2012 lo Stato della Renania-Palatinato ha presentato la prima domanda di inclusione nell'elenco provvisorio tedesco alla Conferenza permanente dei ministri dell'istruzione (KMK). Nel 2014 la richiesta è stata accolta, dopo di che il KMK ha presentato la lista all'UNESCO. Nello stesso anno, è stata fondata l'associazione città-SchUM per sviluppare un piano di gestione del patrimonio mondiale. Il 23 gennaio 2020, i documenti di candidatura sono stati consegnati all'UNESCO.
Lo stato della Renania-Palatinato, rappresentato dal Ministero della Scienza, dell'Istruzione Permanente e della Cultura (MWWK), nonché dalla Direzione Generale per i Beni Culturali Renania-Palatinato (GDKE) e dagli scienziati universitari delle università di Treviri, Heidelberg, Magonza ed Essen, le città di Spira, Worms e Mainz con i loro massimi rappresentanti, uffici specializzati e amministrazioni, la comunità ebraica di Magonza come proprietaria dei monumenti di Worms e Magonza, la comunità ebraica del Reno Palatinato e l'associazione regionale delle comunità ebraiche della Renania-Palatinato, nonché, ultimo ma non meno importante, le città-SchUM e altri istituti universitari e non, sono stati consultati per supporto e consulenza scientifica.
Tutti questi attori si sono organizzati in gruppi di lavoro specializzati e hanno sviluppato temi come il monitoraggio dello stato di conservazione, il marketing congiunto attraverso un concetto di turismo cittadino o la gestione dei visitatori, la progettazione dei centri visitatori richiesti dall'UNESCO e i siti del patrimonio dell'umanità o i requisiti di sicurezza.
Il 27 luglio 2021, la commissione UNESCO responsabile ha deciso di inserire i siti SchUM nell'elenco dei siti del patrimonio dell'umanità. Per la prima volta, l'UNESCO ha riconosciuto i beni culturali ebraici in Germania e anche in Europa come patrimonio dell'umanità.

## Film
- Die Juden im europäischen Mittelalter, documentario, Frankreich, 2007, 55 minuti, regia di Vincent Froehly, produzione: Arte France
- Verschiedene Filme zu SchUM, u. a. SchUM-Städte am Rhein – Jüdisches Erbe für die Welt, film UNESCO-Bewerbung, Deutschland 2017, 11:15 minuti, produzione: SchUM-Städte Internetpublikation